# Platja d'en Pere Esteve
La platja d'en Pere Esteve és una platja del municipi del Port de la Selva (Alt Empordà) situada en un entorn residencial, a la badia del Port de la Selva, entre la platja del Rec de Canet i la platja de la Vall. Té una longitud de 26 m i una amplada de 10 m, formada per sorres i graves. S'hi accedeix des del camí de ronda. A la platja hi ha una antiga barraca de pescadors.